# 12166 Oliverherrmann
12166 Oliverherrmann (tên chỉ định: 3372 T-2) là một tiểu hành tinh vành đai chính. Nó được phát hiện bởi Cornelis Johannes van Houten, Ingrid van Houten-Groeneveld, và Tom Gehrels ở Đài thiên văn Palomar ở Quận San Diego, California, ngày 25 tháng 9 năm 1973. Nó được đặt theo tên Oliver Herrmann, a neurologist ở University of Heidelberg who helped treat van Houten-Groeneveld in April 2008.